# Біг-Крік (Каліфорнія)
Біг-Крік (англ. Big Creek) — переписна місцевість (CDP) в США, в окрузі Фресно штату Каліфорнія. Населення — 151 особа (2020).

## Географія
Біг-Крік розташований за координатами 37°12′13″ пн. ш. 119°14′55″ зх. д. / 37.20361° пн. ш. 119.24861° зх. д. (37.203565, -119.248489).  За даними Бюро перепису населення США в 2010 році переписна місцевість мала площу 1,19 км², уся площа — суходіл.

## Демографія
Згідно з переписом 2010 року, у переписній місцевості мешкало 175 осіб у 63 домогосподарствах у складі 47 родин. Густота населення становила 147 осіб/км².  Було 117 помешкань (98/км²).
Расовий склад населення:
| - 90,3 % — білих - 2,9 % — азіатів - 0,6 % — корінних американців - 0,6 % — чорних або афроамериканців - 1,7 % — осіб інших рас |

До двох чи більше рас належало 4,0 %. Частка іспаномовних становила 15,4 % від усіх жителів.
За віковим діапазоном населення розподілялося таким чином: 34,3 % — особи молодші 18 років, 56,6 % — особи у віці 18—64 років, 9,1 % — особи у віці 65 років та старші. Медіана віку мешканця становила 37,6 року. На 100 осіб жіночої статі у переписній місцевості припадало 86,2 чоловіків;  на 100 жінок у віці від 18 років та старших — 109,1 чоловіків також старших 18 років.
Середній дохід на одне домашнє господарство  становив 86 015 доларів США (медіана — 83 456), а середній дохід на одну сім'ю — 97 090 доларів (медіана — 86 875). За межею бідності перебувало 1,6 % осіб, у тому числі 0,0 % дітей у віці до 18 років та 0,0 % осіб у віці 65 років та старших.
Цивільне працевлаштоване населення становило 113 особи. Основні галузі зайнятості: транспорт — 69,0 %, освіта, охорона здоров'я та соціальна допомога — 17,7 %, будівництво — 6,2 %, роздрібна торгівля — 2,7 %.